# Medal „Zasłużony dla Nauki Polskiej Sapientia et Veritas”
Medal „Zasłużony dla Nauki Polskiej Sapientia et Veritas” (łac. mądrość i prawda) – polskie odznaczenie resortowe, nadawane przez Ministra Edukacji i Nauki osobie fizycznej, prawnej lub jednostce organizacyjnej za szczególne zasługi dla szkolnictwa wyższego i nauki, w tym za wybitne osiągnięcia w zakresie działalności naukowej, dydaktycznej lub organizacyjnej.
Medal nadawany jest w oparciu o Ustawę z dnia 12 maja 2022 r. o zmianie ustawy - Prawo o szkolnictwie wyższym i nauce oraz niektórych innych ustaw. Wygląd medali został określony w Rozporządzeniu Ministra Edukacji i Nauki z dnia 20 grudnia 2022 r. w sprawie Medalu „Zasłużony dla Nauki Polskiej Sapientia et Veritas” (skorygowany rozporządzeniem z dnia 20 kwietnia 2023 r.).

## Charakterystyka
Odznaczenie posiada trzy stopnie:
- I stopień – Złoty Medal „Zasłużony dla Nauki Polskiej Sapientia et Veritas”,
- II stopień – Srebrny Medal „Zasłużony dla Nauki Polskiej Sapientia et Veritas”,
- III stopień – Brązowy Medal „Zasłużony dla Nauki Polskiej Sapientia et Veritas”.

Medal nadaje Minister Edukacji i Nauki z własnej inicjatywy albo na wniosek innego ministra kierującego działem administracji rządowej, kierownika urzędu centralnego, wojewody, organu jednostki samorządu terytorialnego, Przewodniczącego Komitetu Badań Naukowych, władz statutowych instytucji przedstawicielskich środowiska szkolnictwa wyższego i nauki, organizacji społecznych, stowarzyszeń, reprezentatywnych organizacji związkowych lub reprezentatywnych organizacji pracodawców, ambasadora, kierownika przedstawicielstwa dyplomatycznego, stałego przedstawicielstwa przy organizacji międzynarodowej lub urzędu konsularnego Rzeczypospolitej Polskiej.
Medal danego stopnia może być nadany tej samej osobie lub jednostce tylko raz. Nie nadaje się medalu stopnia niższego od wcześniej nadanego.

## Wygląd
Oznaka medalu, wykonana z pozłacanego, posrebrzanego lub brązowo patynowanego tombaku, ma postać gwiazdy o nieregularnych ramionach. Na awersie znajduje się okrągły medalion, na którym jest umieszczony wizerunek orła ustalony dla godła Rzeczypospolitej Polskiej. Dookoła w górnej części widnieje napis: SAPIENTIA ET VERITAS, natomiast w części dolnej – splecione liście laurowe. Na rewersie, centralnym elementem medalionu jest kopernikański model Układu Słonecznego z dzieła De revolutionibus orbium coelestium. Medalion otaczają stylizowane promienie, pokryte obustronnie niebieską emalią. Średnica medali wynosi 55 mm (początkowo: złotego medalu wynosiła 70 mm, srebrnego 55 mm, a brązowego 40 mm).
Złoty medal jest noszony na szyi, medal srebrny i brązowy po lewej stronie piersi, za odznaczeniami państwowymi, na wstążce koloru niebieskiego z dwoma biało-czerwonymi paskami szerokości 4 mm, oddalonymi 4 mm od krawędzi. Wstążka medali ma szerokość 40 mm (początkowo: złotego medalu miała 50 mm, a srebrnego i brązowego – 35 mm).